# 海上保険
海上保険（かいじょうほけん）は、貨物保険と船舶保険（船舶を保険の目的とする保険をいう）などを併せた概念であり、主に海上危険による損害を担保する保険である。
その被保険利益は主には船舶自体または貨物自体となるため、保険契約上の被保険者は荷主、オペレーター、船主、用船者などである。
近年では、洋上施設も対象として含まれる。
貨物保険は内陸仕出地倉庫から内陸仕向地倉庫までを対象とすることが一般的であり、必ずしも海上危険のみをカバーするものでなくなっている。

## 概要
海上保険は、貿易や海運という国際的な企業活動に利用される保険である。
保険の費用負担は商品の受け渡し条件によって売り手・買い手と異なる場合があるが、実際に商品に被害が発生し保険求償が生じたときは、通常買い手側が手続きを行う。例外はあるが、一般的に輸送手段に関わらず起点から終点までの全輸送行程をカバーする。ただし、輸入地到着後から船便の場合60日、航空便の場合30日経過すると、最終点に未着の場合でも保険期限は終了する。
保険の条件は、全ての損害を担保する全危険担保(All Risks)が最も利用されている。他に盗難や破損、未着など各種の付加危険を担保しない分損担保(With Average)、海水濡れなど荷主の単独海損を担保しない分損不担保(Free Particular Average)があり、料率は引き受ける保険会社によって異なる。また、戦争危険担保(WAR)やストライキ暴動騒乱担保(SRCC)などの追加保険があり、ロンドン保険料算定委員会が料率を定めている。
海上保険を規律する法規は国によりまちまちである。もっとも約款の解釈については、イギリスの1906年海上保険法をかつてアメリカなどが目安として参照していた。これは2015年に修正され、2016年から施行される。世界海運資本の相当部分をイギリスが占めていた時代、アメリカの裁判所は英国法に追従していた。しかしついに1955年、画期的な判決が出た。海上保険をめぐる紛争解決に適当な連邦海事法がないときは州法を適用できるとしたのである。約款解釈を連邦法と州法のいずれによるかという新たな問題は、結果的に州法の優位と英国法の影響力減退をもたらした。また、ノルウェーなどの北欧諸国では約款が身内で法典化されている。
日本の場合は、岡野敬次郎（1896年）『英国保険法』などによって導入されてゆき、「価額評定」（valuation）、「委棄」(abandonment）などの訳語が策定されており、国際的な海運に関わるものはかつてのアメリカ同様、ロンドン保険業者協会が制定した約款を模倣したものが運用されており、保険者の責任については英国法を準拠法とする旨が定められている。協会貨物約款の具体的な文言は次のとおりである。"This insurance is understood and agreed to be subject to English law and usage as to liability for and settlement of any all claims（保険者のてん補請求に対する責任およびその決済については、英国法および慣習による）."  なお、約款の性質は抵触法の指定と解されている。
イラン製絨毯は原則として合衆国で輸入禁止とされるが、その紛失による損失補填に約款が適用されるか問題になったケースでは適用外とした裁判例がある。保険証券の譲渡における約款適用の有無については、個別具体的な検討により適用を認めた事案が存在する。

## 日本市場
大手の損害保険会社の社名でも「東京海上日動火災保険」「三井住友海上火災保険」のように「海上」の名を冠している所がある。
日本は、貨物保険において世界首位、船舶保険において世界第2位のマーケットである。貨物保険についてはイギリスで28年ぶりに改定された2009年協会貨物約款が日本にも導入されることになった。
1996年施行の50年ぶりで改正された保険業法は、船舶保険に対する規制のあり方を様変わりさせた。改正前は、日本籍船舶の海外直接付保は認められていなかった。また1962年以降、これらの船舶の保険を引受ける日本の保険会社の共同行為が、船舶保険料率に関する共同行為までふくめて全面的に独占禁止法の適用除外として認められていた。この間毎年日本船主協会と、損害保険会社20社が1963年に設立した日本船舶保険連盟が、団体交渉で保険料率の大枠を決めていた。
保険業法の改正が成り、独禁法適用除外が廃止された。施行直後から日本郵船をはじめとする大手海運会社が海外直接付保へ動き出したので、日本船舶保険連盟は1997年3月いっぱいで解散された。4月から船舶保険の契約交渉は、各海運会社と保険会社の間で個別に行うこととなった。日本の損保業界は当局の認可を得て日本船舶保険再保険プールを設立した。

## 戦争リスク
海上保険料は通常、積荷の価額の約1％であるが、戦争リスク等により率が引きあげられる場合がある。
2022年のロシアのウクライナ侵攻では、黒海を運行するタンカーの保険料を、積荷価額の1.2%から1.25%とする値上げがあった。12万トンから20万トンの原油を輸送できるスエズマックス型のタンカーでは20万ドル程度の値上がりになり（1ドル120円の場合2400万円）、ロシア産原油をインドまで輸送する場合の保険料が、1航海当たりで100万ドル近くかかる事態になった（1ドル120円の場合1億2000万円）。